# Cartan-Matrix
Eine Cartan-Matrix, benannt nach Élie Cartan, ist eine Matrix, die in der mathematischen Theorie der Lie-Algebren zur Klassifikation dieser Algebren verwendet wird.

## Cartan-Matrix einer Lie-Algebra
Zur Definition der Cartan-Matrizen werden einige Begriffe und Tatsachen aus der Theorie der Lie-Algebren benötigt, die hier kurz zusammengestellt werden.
Es sei {\displaystyle L} eine endlichdimensionale halbeinfache Lie-Algebra über dem Körper der komplexen Zahlen {\displaystyle \mathbb {C} }. {\displaystyle H} sei eine darin enthaltene Cartan-Unteralgebra. Für {\displaystyle x\in L} sei
{\displaystyle \mathrm {ad} \,x:L\rightarrow L,\quad y\mapsto [x,y]}
die sogenannte Adjunktion mit {\displaystyle x}. In der Theorie der Lie-Algebren zeigt man, dass durch
{\displaystyle \langle x,y\rangle :=\mathrm {Spur} ((\mathrm {ad} \,x)(\mathrm {ad} \,y))}
eine symmetrische, nicht-ausgeartete Bilinearform definiert ist, die sogenannte Killing-Form. Deren Einschränkung auf {\displaystyle H} ist ebenfalls nicht-ausgeartet, das heißt jedes Element des Dualraums {\displaystyle \alpha \in H^{*}} ist von der Form
{\displaystyle \alpha _{x}:H\rightarrow \mathbb {C} ,\,y\mapsto \langle x,y\rangle }
für ein eindeutig bestimmtes {\displaystyle x\in H}. Mittels des Vektorraumisomorphismus {\displaystyle \iota :H\rightarrow H^{*},x\mapsto \alpha _{x}} überträgt man die Killing-Form zu einer nicht-ausgearteten Bilinearform auf {\displaystyle H^{*}}, das heißt man setzt {\displaystyle \langle \alpha ,\beta \rangle :=\langle \iota ^{-1}(\alpha ),\iota ^{-1}(\beta )\rangle }.
Weiter zeigt man, dass es eine endliche Menge {\displaystyle \Phi \subset H^{*}\setminus \{0\}} linearer Funktionale {\displaystyle \alpha :H\rightarrow \mathbb {C} } gibt, so dass
{\displaystyle L=H\oplus \sum _{\alpha \in \Phi }L_{\alpha }}
wobei
{\displaystyle L_{\alpha }:=\{x\in L|\,\forall h\in H:\,\exists n\in \mathbb {N} :\,(\mathrm {ad} \,h-\alpha (h)\mathrm {id} _{H})^{n}x=0\}}
und {\displaystyle L_{\alpha }} nicht der Nullraum ist. Aus dieser Menge {\displaystyle \Phi } der sogenannten Wurzeln kann man eine Teilmenge {\displaystyle \Phi _{0}\subset \Phi } auswählen, so dass jedes {\displaystyle \alpha \in \Phi } eindeutige Linearkombination der Elemente aus {\displaystyle \Phi _{0}} ist, wobei die Koeffizienten entweder alle positiv oder alle negativ sind. {\displaystyle \Phi _{0}=\{\alpha _{1},\ldots ,\alpha _{l}\}} heißt eine Menge von Fundamentalwurzeln, sie ist eine Vektorraumbasis der Cartan-Unteralgebra {\displaystyle H}.
Die Cartan-Matrix der Lie-Algebra ist definiert als die Matrix mit Koeffizienten
{\displaystyle A_{i,j}:=2{\frac {\langle \alpha _{i},\alpha _{j}\rangle }{\langle \alpha _{i},\alpha _{i}\rangle }},\quad i,j=1,\ldots l}.
Zwei Cartan-Matrizen heißen äquivalent, wenn sie durch Änderung der Anordnung der Basis auseinander hervorgehen. Da die Basisvektoren {\displaystyle \alpha _{1},\ldots ,\alpha _{l}} beliebig permutiert werden können, kann eine Cartan-Matrix natürlich nur bis auf Äquivalenz eindeutig bestimmt sein. Man kann zeigen, dass die Äquivalenzklasse der Cartan-Matrix nicht von den anderen Wahlmöglichkeiten in obiger Konstruktion abhängt, das heißt nicht von der Wahl der Cartan-Unteralgebra und auch nicht von der Wahl der Fundamentalwurzeln {\displaystyle \Phi _{0}\subset \Phi }.

## Beispiele
- {\displaystyle (2)} ist die einzige  {\displaystyle 1\times 1}-Matrix, die eine Cartan-Matrix ist.
- {\displaystyle {\begin{pmatrix}2&-1\\-1&2\end{pmatrix}}} ist Cartan-Matrix der dreidimensionalen, speziellen linearen Lie-Algebra.

Da wir unten eine vollständige Klassifikation aller Cartan-Matrizen angeben, erübrigen sich an dieser Stelle weitere Beispiele.

## Eigenschaften
Sei {\displaystyle A=(A_{i,j})_{i,j}} eine Cartan-Matrix. Dann gilt:
- {\displaystyle A_{i,i}=2}   für alle   {\displaystyle i}.
- {\displaystyle A_{i,j}\in \{0,-1,-2,-3\}}   für alle   {\displaystyle i\not =j}
- Wenn {\displaystyle A_{i,j}\in \{-2,-3\}}   so ist   {\displaystyle A_{j,i}=-1}
- {\displaystyle A_{i,j}=0}   genau dann, wenn   {\displaystyle A_{j,i}=0}
- {\displaystyle A} ist regulär, die inverse Matrix hat nur nicht-negative rationale Koeffizienten.[3]
- Es gibt eine Diagonalmatrix {\displaystyle D} und eine symmetrische Matrix {\displaystyle B} mit {\displaystyle A=DB}.

## Zerlegbarkeit der Cartan-Matrizen
Ist die Cartan-Matrix einer Lie-Algebra {\displaystyle L} äquivalent zu einer Matrix der Form
{\displaystyle {\begin{pmatrix}A_{1}&0\\0&A_{2}\end{pmatrix}}}
mit Untermatrizen {\displaystyle A_{1}} und {\displaystyle A_{2}}, so heißt die Cartan-Matrix zerlegbar. Man kann zeigen, dass {\displaystyle A_{1}} und {\displaystyle A_{2}} ihrerseits wieder Cartan-Matrizen sind. Dieser Zerlegung entspricht eine direkte Summenzerlegung
{\displaystyle L=L_{1}\oplus L_{2}}
in Ideale {\displaystyle L_{1}} und {\displaystyle L_{2}}, dabei ist {\displaystyle A_{i}} Cartan-Matrix von {\displaystyle L_{i}}.
Es genügt daher alle unzerlegbaren Cartan-Matrizen zu kennen, diese gehören dann zu einfachen Lie-Algebren. 

## Bedeutung
Die Zuordnung 
Isomorphieklassen endlichdimensionaler einfacher Lie-Algebren   {\displaystyle \mapsto }   Äquivalenzklassen von Cartan-Matrizen
ist eine vollständige Isomorphie-Invariante, d. h.
- Isomorphe endlichdimensionale einfache Lie-Algebren haben äquivalente Cartan-Matrizen.
- Endlichdimensionale einfache Lie-Algebren mit äquivalenten Cartan-Matrizen sind isomorph.

## Klassifikation der unzerlegbaren Cartan-Matrizen
Man kann alle unzerlegbaren Cartan-Matrizen (bis auf Äquivalenz) angeben. Die Benennung in der folgenden Aufzählung folgt der üblichen Klassifikation endlichdimensionaler einfacher Lie-Algebren.
{\displaystyle A_{n}={\begin{pmatrix}2&-1&&&&&&&\\-1&2&-1&&&&&&\\&-1&2&-1&&&&&\\&&-1&\cdot &\cdot &&&&\\&&&\cdot &\cdot &\cdot &&&\\&&&&\cdot &\cdot &-1&&\\&&&&&-1&2&-1&\\&&&&&&-1&2&-1\\&&&&&&&-1&2\end{pmatrix}}\quad \quad n\geq 1}
{\displaystyle B_{n}={\begin{pmatrix}2&-1&&&&&&&\\-1&2&-1&&&&&&\\&-1&2&-1&&&&&\\&&-1&\cdot &\cdot &&&&\\&&&\cdot &\cdot &\cdot &&&\\&&&&\cdot &\cdot &-1&&\\&&&&&-1&2&-1&\\&&&&&&-1&2&-1\\&&&&&&&-2&2\end{pmatrix}}\quad \quad n\geq 2}
{\displaystyle C_{n}={\begin{pmatrix}2&-1&&&&&&&\\-1&2&-1&&&&&&\\&-1&2&-1&&&&&\\&&-1&\cdot &\cdot &&&&\\&&&\cdot &\cdot &\cdot &&&\\&&&&\cdot &\cdot &-1&&\\&&&&&-1&2&-1&\\&&&&&&-1&2&-2\\&&&&&&&-1&2\end{pmatrix}}\quad \quad n\geq 3}
{\displaystyle D_{n}={\begin{pmatrix}2&-1&&&&&&&&\\-1&2&-1&&&&&&&\\&-1&2&-1&&&&&&\\&&-1&\cdot &\cdot &&&&&\\&&&\cdot &\cdot &\cdot &&&&\\&&&&\cdot &\cdot &-1&&&\\&&&&&-1&2&-1&&\\&&&&&&-1&2&-1&-1\\&&&&&&&-1&2&\\&&&&&&&-1&&2\end{pmatrix}}\quad \quad n\geq 4}
{\displaystyle E_{6}={\begin{pmatrix}2&-1&&&&\\-1&2&-1&&&\\&-1&2&-1&-1&\\&&-1&2&&\\&&-1&&2&-1\\&&&&-1&2\end{pmatrix}}}
{\displaystyle E_{7}={\begin{pmatrix}2&-1&&&&&\\-1&2&-1&&&&\\&-1&2&-1&&&\\&&-1&2&-1&-1&\\&&&-1&2&&\\&&&-1&&2&-1\\&&&&&-1&2\end{pmatrix}}}
{\displaystyle E_{8}={\begin{pmatrix}2&-1&&&&&&\\-1&2&-1&&&&&\\&-1&2&-1&&&&\\&&-1&2&-1&&&\\&&&-1&2&-1&-1&\\&&&&-1&2&&\\&&&&-1&&2&-1\\&&&&&&-1&2\end{pmatrix}}}
{\displaystyle F_{4}={\begin{pmatrix}2&-1&&\\-1&2&-1&\\&-2&2&-1\\&&-1&2\end{pmatrix}}}
{\displaystyle G_{2}={\begin{pmatrix}2&-3\\-1&2\end{pmatrix}}}

## Existenzsatz
In der Theorie der Lie-Algebren zeigt man mit einigem Aufwand, dass jede endlichdimensionale einfache Lie-Algebra eine Cartan-Matrix aus obiger Liste haben muss. Wesentlich schwieriger ist der Beweis, dass es zu jeder dieser Cartan-Matrizen {\displaystyle A=(A_{i,j})_{i,j}} tatsächlich eine passende endlichdimensionale einfache Lie-Algebra gibt. Dass das in der Tat so ist, besagt der sogenannte Existenzsatz. Natürlich könnte man zu jeder der angegebenen Matrizen eine  endlichdimensionale einfache Lie-Algebra angeben und nachrechnen, dass deren Cartan-Matrix die vorgegebene Matrix ist. In einer allgemeinen Konstruktion betrachtet man die von Erzeugern
{\displaystyle \{e_{1},\ldots ,e_{n},h_{1},\ldots ,h_{n},f_{1},\ldots ,f_{n}\}} frei erzeugte Lie-Algebra mit Relationen
{\displaystyle [h_{i},h_{j}]}
{\displaystyle [h_{i},e_{j}]-A_{i,j}e_{j}}
{\displaystyle [h_{i},f_{j}]+A_{i,j}f_{j}}
{\displaystyle [e_{i},f_{i}]-h_{i}}
{\displaystyle [e_{i},f_{j}]}   für   {\displaystyle i\not =j}
{\displaystyle [e_{i},[e_{i}[\ldots [e_{i},e_{j}]]]]}   mit {\displaystyle i\not =j} und {\displaystyle 1-A_{i,j}} Vorkommen von {\displaystyle e_{i}}
{\displaystyle [f_{i},[f_{i}[\ldots [f_{i},f_{j}]]]]}   mit {\displaystyle i\not =j} und {\displaystyle 1-A_{i,j}} Vorkommen von {\displaystyle f_{i}}.
Von dieser Lie-Algebra kann man zeigen, dass es sich um eine endlichdimensionale einfache Lie-Algebra mit passender Cartan-Matrix handelt. Eine besondere Schwierigkeit liegt im Nachweis der endlichen Dimension. Das ist der auf Jean-Pierre Serre zurückgehende Beweis des Existenzsatzes. Man beachte, dass diese allgemeine Konstruktion nur von den Daten der vorgelegten Cartan-Matrix abhängt. Das zeigt noch einmal, dass die Kenntnis der Cartan-Matrix die endlichdimensionale einfache Lie-Algebra bestimmt.

## Beziehung zu Dynkin-Diagrammen

Die zusammenhängenden Dynkin-Diagramme

Die Cartan-Matrizen stehen in enger, wechselseitiger Beziehung zu den Dynkin-Diagrammen. Zu jeder Cartan-Matrix {\displaystyle A=(A_{i,j})_{i,j}} mit unterem Index {\displaystyle n} konstruiert man einen Graphen, den man dann das zugehörige Dynkin-Diagramm nennt, mit {\displaystyle n} Knoten {\displaystyle \{x_{1},\ldots ,x_{n}\}} und verbindet je zwei verschiedene Knoten {\displaystyle x_{i}} und {\displaystyle x_{j}} durch {\displaystyle A_{i,j}A_{j,i}} Kanten. Sind {\displaystyle x_{i}} und {\displaystyle x_{j}} durch mehr als eine Kante verbunden, so setzt man noch einen Winkel > durch diese Kanten, wobei das spitze Ende genau dann zu {\displaystyle x_{j}} zeigt, wenn {\displaystyle |A_{j,i}|>|A_{i,j}|}.
Aus dem Dynkin-Diagramm kann man die Cartan-Matrix zurückgewinnen. Die Unzerlegbarkeit auf der Seite der Cartan-Matrizen korrespondiert genau zum Zusammenhang der Dynkin-Diagramme. In nebenstehender Zeichnung sind alle Dynkin-Diagramme zu den unzerlegbaren Cartan-Matrizen {\displaystyle A_{n},B_{n},C_{n},D_{n},E_{6},E_{7},E_{8},F_{4},G_{2}} angegeben.